# Малосамбірська сільська рада
Ма́лоса́мбірська сільська́ ра́да — колишній орган місцевого самоврядування в Конотопському районі Сумської області. Адміністративний центр — село Малий Самбір.

## Загальні відомості
- Населення ради: 709 осіб (станом на 2001 рік)

## Населені пункти
Сільській раді підпорядковані населені пункти:
- с. Малий Самбір

## Історія
1988 року з облікових даних сільради виключено село Гайки.

## Склад ради
Рада складалася з 14 депутатів та голови.
- Голова ради: Гуденко Раїса Василівна
- Секретар ради: Лученко Ірина Анатоліївна

### Керівний склад попередніх скликань
| Прізвище, ім'я, по батькові | Основні відомості                                                 | Дата обрання | Дата звільнення |
| --------------------------- | ----------------------------------------------------------------- | ------------ | --------------- |
| Гуденко Раїса Василівна     | Сільський голова, 1956 року народження, освіта вища, позапартійна | 26.03.2006   | 31.10.2010      |
| Гуденко Раїса Василівна     | Сільський голова, 1956 року народження, освіта вища, позапартійна | 31.10.2010   |                 |

Примітка: таблиця складена за даними сайту Верховної Ради України